# 洪漢鼎
洪漢鼎（1938年11月19日—），中國江蘇南京人，是兩岸上研究斯賓諾莎與分析哲學、詮釋學的知名教育學者，亦對德國哲學有深入的研究。四十歲時遠赴德國進修兩年，由於對中德哲學交流作出貢獻，在1991年榮獲德國杜塞爾多夫大學哲學名譽博士，近幾年常受邀到臺灣各大學講學，譯、著《真理與方法》、《斯賓諾莎研究》《理解與解釋》等20多本專著，並主編《中國詮釋學》、《詮釋學譯叢》，現任北京社會科學院哲學研究所研究員、山東大學中國詮釋學研究中心主任、中央大學中國文學系客座講座教授

## 榮譽
- 其著作的《斯賓諾莎哲學研究》(1993年人民出版社出版)獲北京市第三屆哲學社會科學優秀成果獎。[7]

- 其翻譯的《真理與方法》兩卷本(1993-1995年台灣時報叢書公司出版)獲北京市第四屆哲學社會科學優秀成果一等獎。[7]

## 洪漢鼎專屬外部連結
- .   [2012-01-30]. （原始内容存档于2016-05-27）.
- .   [2012-01-15]. （原始内容存档于2020-10-24）.
- .   [2012-01-15]. （原始内容存档于2015-06-10）.
- .   [2011-05-30]. （原始内容存档于2012-01-10）.
- .[永久]